# Virgin Island Fencing Federation
Die Virgin Island Fencing Federation ist der nationale Dachverband für den Fechtsport auf den Amerikanischen Jungferninseln. Sie ist Mitglied des dortigen Nationalen Olympischen Komitees sowie der Fédération Internationale d’Escrime und des amerikanischen Kontinentalverbandes Confederación Panamericana de Esgrima. Derzeitiger Präsident ist Erik Pattison, Generalsekretärin Joyce Bolanos.

## Geschichte
Die Virgin Island Fencing Federation trat 1984 der FIE bei. Im gleichen Jahr nahmen Teilnehmer der amerikanischen Jungferninseln auch zum ersten und einzigen Mal an den Olympischen Spielen teil. Die vier Teilnehmer kamen aber nicht über die Vorrunden hinaus. 2022 sind drei Fechter von den amerikanischen Jungferninseln aufgrund ihrer Teilnahme an internationalen Wettkämpfen bei der FIE registriert.